# كارانتي
كارانتي (بالإيطالية: Quaranti)‏ هي بلدة وبلدية في مقاطعة أستي في إقليم بييمونتي في جنوب إيطاليا.

## السكان
في سنة 1861 بلغ عدد السكان 375 نسمة، وتطور العدد ليصل في سنة 2011 لـ 184 نسمة.
يظهر هذا المخطط البياني تطور النمو السكاني لـ كارانتي